# The Mirage
The Mirage là một khu nghỉ dưỡng sòng bạc nằm trên Las Vegas Strip ở Paradise, Nevada, Hoa Kỳ. Nó thuộc sở hữu của Vici Properties và được vận hành bởi Hard Rock International. Khu nghỉ dưỡng rộng 65 mẫu Anh này bao gồm một sòng bạc rộng 90.548 foot vuông (8.412,2 m²) và 3.044 phòng.
The Mirage khai trương vào năm 1989 với tư cách là khu nghỉ dưỡng đắt giá nhất thế giới. Nó cũng là một trong những khách sạn lớn nhất thế giới. The Mirage là khu nghỉ dưỡng lớn đầu tiên mở cửa trên Strip và thành công của nó đã thúc đẩy một làn sóng xây dựng vào những năm 1990 cho các khu nghỉ dưỡng lớn khác dọc theo Strip.
Nổi tiếng với ngọn núi lửa nhân tạo phun trào hàng đêm, The Mirage cũng có một số điểm thu hút không truyền thống cho một sòng bạc ở Las Vegas, bao gồm môi trường sống của động vật và màn trình diễn rừng nhiệt đới trong nhà. Năm 1990, The Mirage đã ra mắt chương trình ảo thuật của Siegfried & Roy, những người đã biểu diễn tại đây gần 14 năm.
Năm 2022, Hard Rock International đã tiếp quản hoạt động của The Mirage, trở thành nhà điều hành trò chơi bộ lạc đầu tiên trên Las Vegas Strip. Công ty dự định đổi thương hiệu khu nghỉ dưỡng thành Hard Rock Las Vegas và cải tạo hoàn toàn, bao gồm cả một tòa tháp khách sạn hình cây đàn guitar mới. Dự án đổi thương hiệu dự kiến sẽ bắt đầu vào năm 2024 và hoàn thành trong vòng hai năm.

## Lịch sử

### Bối cảnh
Một phần của khu đất Mirage từng là một hộp đêm có tên là Red Rooster. Nó mở cửa vào năm 1930, trên khu đất sau này sẽ trở thành Las Vegas Strip. Năm sau, nó trở thành doanh nghiệp đầu tiên trên Strip được cấp giấy phép hoạt động trò chơi. Sau đó, nó được nữ diễn viên Grace Hayes mua lại vào năm 1947 và trở thành Grace Hayes Lodge. Nó bị phá hủy vào năm 1959, mặc dù Hayes vẫn tiếp tục sống trong một ngôi nhà nằm trên khu đất. Một phần khác của khu đất bị chiếm đóng bởi một khách sạn-sòng bạc có tên Castaways.
Chủ sòng bạc Steve Wynn đã cân nhắc xây dựng một khu nghỉ dưỡng trên Strip có tên Victoria Bay, nhưng dự án đã bị hủy bỏ vào năm 1981 do chi phí cao. Ba năm sau, ông nghĩ đến việc xây dựng một khu nghỉ dưỡng ở trung tâm Las Vegas, trên 50 mẫu đất đường sắt sau này sẽ trở thành địa điểm của Trung tâm Chính phủ Quận Clark. Kế hoạch xây dựng ở trung tâm thành phố của Wynn đã bị hủy bỏ sau khi đường sắt từ chối lời đề nghị 50 triệu đô la của ông cho khu đất, yêu cầu gấp đôi số tiền đó.
Wynn cuối cùng đã mua lại Castaways và các khu vực gần đó vào tháng 10 năm 1986. Việc mua lại của Wynn bao gồm ngôi nhà của Hayes, ngôi nhà này đã được dọn dẹp và phá bỏ cùng với Castaways để nhường chỗ cho một khu nghỉ dưỡng sòng bạc mới. Wynn đã bán khu nghỉ dưỡng Golden Nugget Atlantic City của mình và sử dụng số tiền thu được để tài trợ cho dự án mới của mình.

### Tên
Nhiều cái tên đã được cân nhắc cho dự án của Wynn, bao gồm Bombay và Bombay Club, những cái tên đã bị loại bỏ vào cuối năm 1986. "Wynn" được coi là một cái tên, và sau này sẽ được sử dụng cho khu nghỉ dưỡng Wynn Las Vegas.
Wynn đã công bố kế hoạch cho khu nghỉ dưỡng theo chủ đề nhiệt đới, tạm thời được gọi là Golden Nugget, vào tháng 6 năm 1987. Ông nói rằng dự án sẽ được đổi tên sau đó để phù hợp với chủ đề Biển Nam của mình. Tên hoạt động của dự án xuất phát từ sòng bạc-khách sạn Golden Nugget của Wynn ở trung tâm Las Vegas. Wynn không có ý định có hai Golden Nuggets ở Las Vegas, tin rằng chúng sẽ được gọi là "cái cũ" và "cái mới", cái trước mà ông thấy không mong muốn cho khu trung tâm thành phố.
Cái tên cuối cùng được công bố vào tháng 12 năm 1988: The Mirage. Cái tên này nhấn mạnh khu nghỉ dưỡng như một ốc đảo giữa sa mạc Nevada. Để tránh nhầm lẫn, Wynn đã mua lại quyền đối với tên Mirage từ hai doanh nghiệp địa phương, La Mirage Casino và Mirage Motel. Cả hai đều nhận được 250.000 đô la để đổi tên.

### Phát triển
Việc xây dựng bắt đầu vào tháng 11 năm 1987. Các nhà thầu chính bao gồm MarCor Development Company và Sierra Construction Corporation, công ty sau này làm việc trên tòa tháp khách sạn. Dự án có chi phí ban đầu là 550 triệu đô la, mặc dù nó đã vượt quá ngân sách. Với chi phí cuối cùng là 630 triệu đô la, Mirage là khách sạn-sòng bạc đắt nhất thế giới từng được xây dựng, cho đến khi Trump Taj Mahal mở cửa vài tháng sau đó ở Atlantic City. Một phần lớn dự án Mirage được tài trợ bởi Drexel Burnham Lambert. Nhà tài chính Michael Milken, một giám đốc điều hành của công ty, đã giúp tài trợ cho dự án bằng cách bán 525 triệu đô la trái phiếu thế chấp. Mirage là khu nghỉ dưỡng đầu tiên được xây dựng bằng tiền của Phố Wall thông qua việc sử dụng trái phiếu rác.
Bobby Baldwin đã giám sát các khía cạnh chính của dự án với Wynn, và sau đó sẽ giữ chức chủ tịch của Mirage, sau khi trước đó giữ chức vụ tương tự tại Las Vegas Golden Nugget. Để chuẩn bị cho việc khai trương, Baldwin và những người khác đã dành gần một năm đến thăm 250 công ty – trong các lĩnh vực như khách sạn và ăn uống – để thu thập thông tin và tư vấn. Không hài lòng với công ty quan hệ công chúng hiện tại, Wynn đã thuê Hill & Knowlton tám tuần trước khi khai trương. Mặc dù công ty phản đối, Wynn đã từ chối cho phép các chuyến tham quan của giới truyền thông và phát hành hình ảnh sớm, muốn giữ cho khu nghỉ dưỡng trở thành một bất ngờ cho việc khai trương. Mirage đã thuê gần 6.400 nhân viên. Wynn nhấn mạnh dịch vụ khách hàng cho các công nhân, những người đã trải qua một tháng đào tạo công việc trước khi khai trương.

### Khai trương
The Mirage khai trương lúc 12:00 p.m. vào ngày 22 tháng 11 năm 1989. Trước đó, Wynn đã lên kế hoạch khai trương vào ngày 26 tháng 12, nhưng đã thay đổi kế hoạch này sau khi đảm bảo trận đấu quyền Anh Sugar Ray Leonard vs. Roberto Durán III tại khu nghỉ dưỡng vào ngày 7 tháng 12. Ông dự định biến Mirage thành một địa điểm tổ chức các trận đấu quyền Anh phổ biến, cạnh tranh với các khu nghỉ dưỡng khác ở Las Vegas. Trong vòng vài giờ sau khi khai trương, một khách hàng sòng bạc đã trúng giải độc đắc 4,6 triệu USD trên máy đánh bạc 1 đô la.
Khu nghỉ dưỡng có các đặc điểm không truyền thống đối với một cơ sở kinh doanh trò chơi ở Las Vegas, và Wynn coi chúng là những điểm thu hút chính, nói rằng Mirage sẽ không phụ thuộc vào sòng bạc của nó như các cơ sở khác. Điểm thu hút đặc trưng của nó là một ngọn núi lửa nhân tạo phun trào, cung cấp giải trí miễn phí cho người đi bộ phía trước khu nghỉ dưỡng. Các điểm thu hút khác bao gồm môi trường sống của cá heo và màn trình diễn rừng rậm tươi tốt nằm bên dưới một trung tâm có mái vòm. Ngoài ra, khu nghỉ dưỡng còn có chương trình biểu diễn ảo thuật của Siegfried & Roy, và những chú hổ trắng của bộ đôi này được trưng bày trong khu nghỉ dưỡng khi không biểu diễn. Các nhà phân tích tài chính và giám đốc điều hành trò chơi tỏ ra nghi ngờ về Mirage, vốn cần kiếm được 1 triệu đô la mỗi ngày chưa từng có để trang trải chi phí. Khu nghỉ dưỡng cuối cùng đã vượt quá mong đợi.
Mirage là khu nghỉ dưỡng mới đầu tiên được xây dựng trên Las Vegas Strip sau 16 năm, sau MGM Grand (nay là của Bally) hoàn thành vào năm 1973. Mirage cũng là khu nghỉ dưỡng lớn đầu tiên mở cửa trên Strip, và là khách sạn thứ hai ở Las Vegas Valley sau khi International Hotel khai trương vào năm 1969. Thành công của Mirage đã thúc đẩy sự bùng nổ xây dựng các khu nghỉ dưỡng lớn khác ở Strip trong những năm 1990. Trước khi Mirage khai trương, thành phố đã trải qua sự suy giảm về du lịch, đặc biệt là sau Hợp pháp hóa cờ bạc của New Jersey ở thành phố Atlantic. Do thành công của mình, Wynn đã vay thêm 100 triệu đô la vào năm 1990 để bổ sung thêm các tính năng, bao gồm bãi đậu xe, nhiều biệt thự cao cấp hơn và mở rộng khu vực hồ bơi. Wynn cũng đã hợp tác với ca sĩ Michael Jackson để thiết kế một điểm tham quan núi và nước tại Mirage. Nó sẽ giống như Diamond Head, Hawaii, và sẽ bao gồm các hồ bơi, một đường trượt nước và các biệt thự cao cấp. Nó sẽ có giá lên tới 15 triệu đô la và sẽ được xây dựng phía sau khu nghỉ mát. Nó được lên kế hoạch mở cửa vào cuối năm 1990, nhưng cuối cùng đã không được xây dựng.

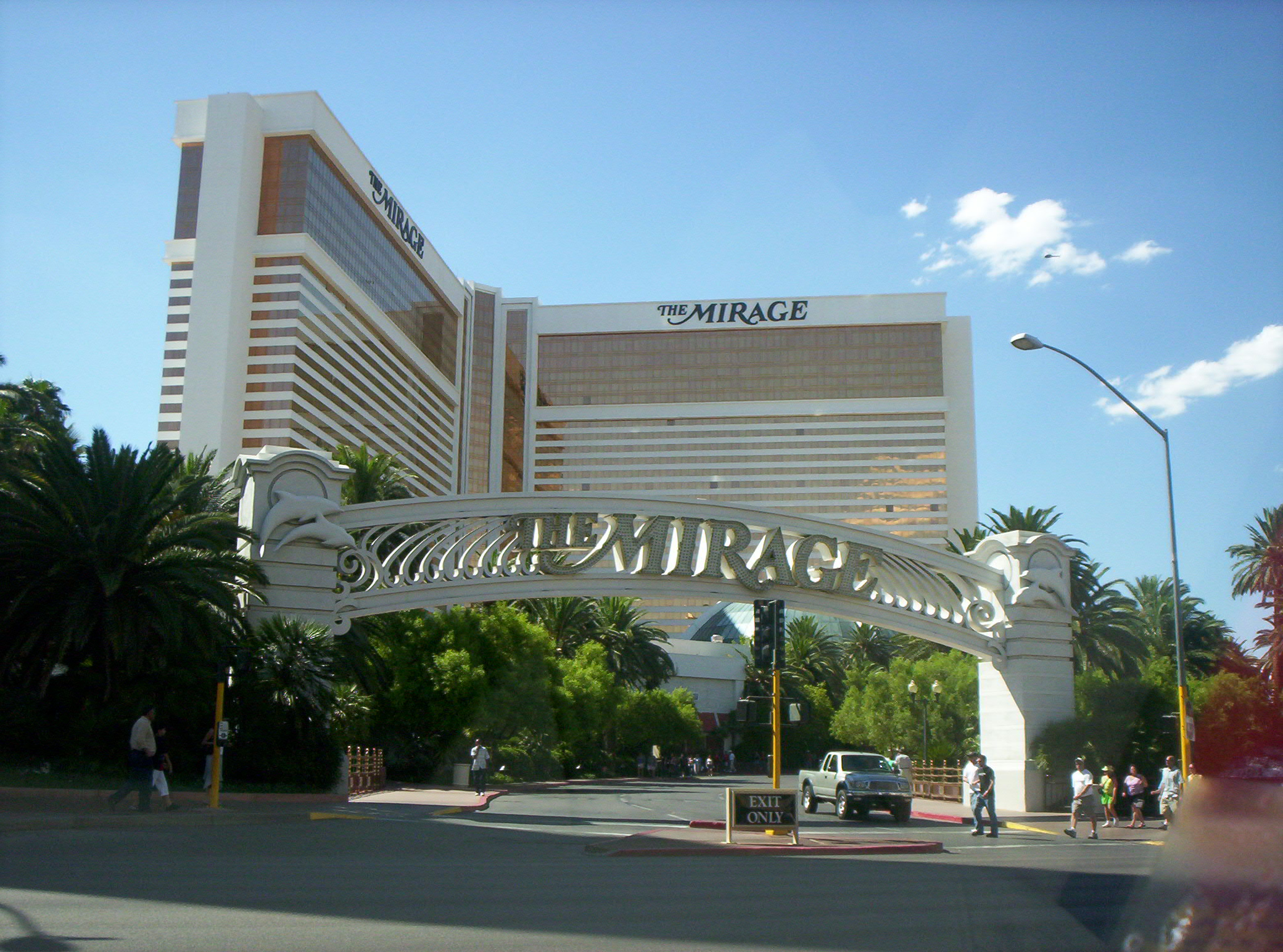
Mirage năm 2005

Wynn sở hữu khu nghỉ mát thông qua công ty của mình, Golden Nugget Inc., mà ông đổi tên thành Mirage Resorts vào năm 1991. Một cuộc cải tạo trị giá 55 triệu đô la đã diễn ra vào năm 1995. Tính đến năm 1997, đây là khu nghỉ mát có lợi nhuận cao nhất trên Strip. Wynn rời khu nghỉ mát và Mirage Resorts vào năm 2000, khi công ty được MGM Grand Inc. mua lại, sau đó được đổi tên thành MGM Mirage. Các phòng khách sạn đã được cải tạo vào năm 2002 và một cuộc cải tạo lớn đã diễn ra từ năm 2005 đến năm 2006, nhằm giúp Mirage cạnh tranh với các khu nghỉ mát mới hơn. Dự án bao gồm một số nhà hàng và câu lạc bộ đêm mới, cùng với những thay đổi khác. Đây là cuộc cải tạo lớn nhất kể từ khi khu nghỉ mát mở cửa.
Một cuộc cải tạo trị giá 100 triệu đô la đã diễn ra vào năm 2008, nâng cấp sòng bạc và phòng khách sạn, đồng thời bổ sung thêm một số nhà hàng. Năm 2009, Phil Ruffin đã mua lại khách sạn và sòng bạc Treasure Island liền kề từ MGM Mirage. Sau đó, ông đã đưa ra lời đề nghị mua khách sạn Mirage rộng 65 mẫu Anh, nhưng bị từ chối. MGM Mirage được đổi tên thành MGM Resorts International vào năm 2010. Hai mươi năm sau khi mở cửa, Mirage vẫn được ưa chuộng mặc dù bị lu mờ bởi các khu nghỉ mát mới hơn và sang trọng hơn.
Quyền sở hữu Mirage, cùng với nhiều tài sản khác của MGM, đã được chuyển giao vào năm 2016 cho MGM Growth Properties, trong khi MGM Resorts tiếp tục vận hành nó theo hợp đồng thuê. Vici Properties sau đó đã mua lại MGM Growth, bao gồm Mirage, vào năm 2022.

### Đề xuất đổi thương hiệu
Năm 2019, Hard Rock International đã bày tỏ sự quan tâm đến việc mua bất động sản trên Las Vegas Strip cho một khu nghỉ dưỡng Hard Rock mới, sau khi bán và đề xuất đổi thương hiệu khách sạn Hard Rock ban đầu ở Las Vegas năm 2018. Vào tháng 11 năm 2021, MGM Resorts đã thông báo rằng họ đang trong quá trình bán hoạt động sòng bạc của Mirage. Công ty đã vận hành chín khu nghỉ mát khác và đang trong quá trình bổ sung thêm một khu nghỉ mát thứ mười. Giám đốc điều hành William Hornbuckle, người đã giúp giám sát việc khai trương Mirage, cho biết khu nghỉ mát "vừa giảm mạnh trong bảng xếp hạng về số vốn mà chúng tôi sẽ phân bổ cho nó trong bất kỳ khoảng thời gian nào trong tương lai gần. Vì vậy, chúng tôi chỉ đưa ra quyết định chiến lược bán nó".
Vào tháng 12 năm 2021, Hard Rock International đã đồng ý mua lại hoạt động kinh doanh của Mirage từ MGM Resorts với giá 1,075 tỷ USD. Theo thỏa thuận, Hard Rock sẽ ký hợp đồng thuê dài hạn với Vici và sẽ đổi thương hiệu Mirage thành Hard Rock Las Vegas. MGM sẽ giữ lại tên "Mirage" và cấp phép cho Hard Rock sử dụng trong tối đa ba năm, cho đến khi việc đổi thương hiệu có hiệu lực. Mirage sẽ được cải tạo hoàn toàn như một phần của việc đổi thương hiệu, với các phòng được tân trang lại hoàn toàn.
Hard Rock International cũng có ý định xây dựng một tòa tháp khách sạn hình cây đàn guitar trên khu đất, giống như Seminole Hard Rock ở Florida. Tòa tháp mới sẽ thay thế ngọn núi lửa của Mirage, dẫn đến một bản kiến nghị trên Change.org để cứu điểm thu hút này khỏi bị phá hủy. Nỗ lực này đã không thành công và ngọn núi lửa sẽ bị phá bỏ sau khi bắt đầu xây dựng quá trình chuyển đổi Hard Rock. Tòa tháp đàn guitar dự kiến sẽ cao 660 feet. Đề xuất trước đó của Hard Rock về một tòa tháp cao 998 feet đã bị quận từ chối. Tòa tháp được thiết kế lại sẽ bổ sung thêm 596 phòng cho tổng số phòng mới là 3.640. Sòng bạc và cơ sở hội nghị cũng sẽ được mở rộng.
Việc mua lại của Hard Rock được hoàn tất vào ngày 19 tháng 12 năm 2022, biến đây thành nhà điều hành trò chơi trib đầu tiên trên Las Vegas Strip. Mirage sẽ tiếp tục hoạt động trong suốt quá trình cải tạo và mở rộng dự án, dự kiến sẽ bắt đầu vào năm 2024. Hard Rock Las Vegas dự kiến sẽ khai trương vào năm 2025 hoặc 2026.

## Đặc điểm
Với 3.049 phòng, Mirage là một trong những khách sạn lớn nhất thế giới khi mở cửa, chỉ đứng sau Las Vegas Hilton (3.174) và Khách sạn Rossiya ở Moscow (3.200). Tòa tháp khách sạn cao 29 tầng được xây dựng với bố cục hình chữ Y, sao chép thiết kế được sử dụng tại Las Vegas Hilton. Mirage đã phổ biến thiết kế hình chữ Y, sau đó được các khu nghỉ dưỡng Treasure Island, Monte Carlo và Mandalay Bay của Las Vegas sao chép. Năm tầng trên cùng của khách sạn được sử dụng cho các phòng dành cho người chơi cao cấp và các dãy phòng áp mái. Các cửa sổ bên ngoài được làm bằng vàng 18 karat, và các tầng dãy phòng được phân biệt bằng các tấm kính không gián đoạn, trong khi các tầng thấp hơn có các đường màu trắng giữa chúng. Sắc thái màu trắng và vàng trước đây đã được sử dụng tại Golden Nugget.
Kể từ khi khai trương, khách sạn đã có một bể thủy sinh trị giá 1,2 triệu đô la, được xây dựng phía sau quầy check-in. Bể thủy sinh được Conversano hình thành để đánh lạc hướng và thư giãn cho khách hàng trong khi chờ đợi để check-in. Nó có chứa hàng trăm con cá và là một điểm thu hút phổ biến..
Sòng bạc Mirage có diện tích 90.548 feet vuông (8.412,2 mét vuông). Nó được mở cửa với 2.300 máy đánh bạc và 115 trò chơi trên bàn. Một khu vực giới hạn cao đã được thêm vào vào phút cuối, trước đó đã bị bỏ qua. Mirage là sòng bạc đầu tiên ở Las Vegas sử dụng camera an ninh toàn thời gian trên tất cả các trò chơi trên bàn. Năm 1997, Mirage Resorts đã chi 150 triệu đô la cho các tác phẩm nghệ thuật được trưng bày trong khu vực chơi game có tiền cược cao của khu nghỉ mát. Sòng bạc đã bổ sung thêm một khu vực chơi game có tiền cược cao mới vào năm 2004, với thiết kế của nghệ sĩ Dale Chihuly.
Mirage cũng có 300.000 feet vuông (28.000 mét vuông) không gian hội nghị. Các tiện ích khác của khu nghỉ mát bao gồm một tiệm xăm, và một cửa hàng quần áo của gia đình Kardashian.

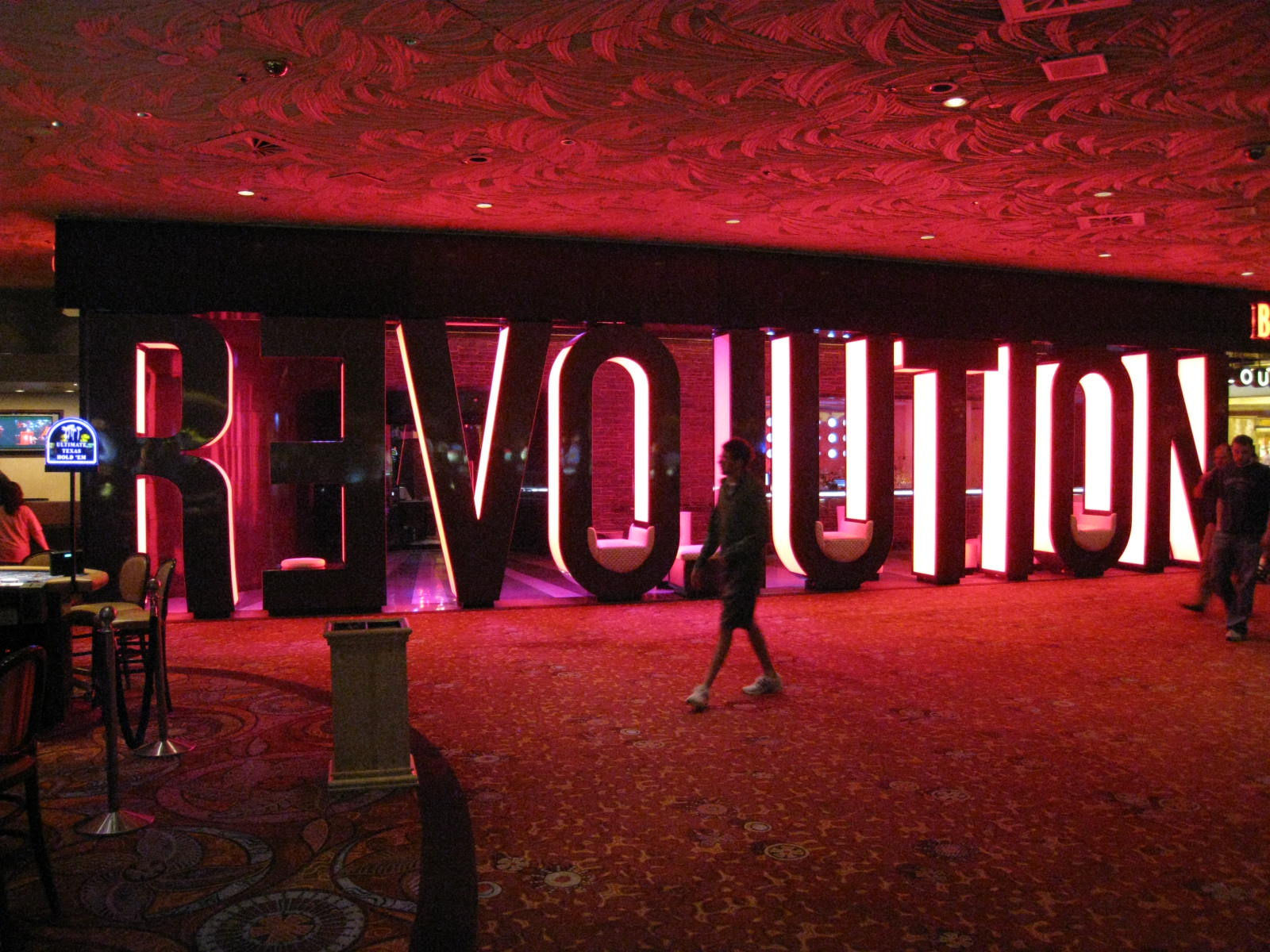
Revolution entrance

Câu lạc bộ đêm Jet đã được mở vào năm 2005, được điều hành bởi The Light Group. Câu lạc bộ rộng 16.500 feet vuông (1.530 mét vuông) được chia thành ba phòng. Nó được trang bị hình ảnh chiếu và 120 tấm trần LED. Câu lạc bộ hoạt động cho đến năm 2011, khi nó được đổi tên thành 1 OAK, nghĩa là "one of a kind" (độc nhất vô nhị). Câu lạc bộ có các tác phẩm nghệ thuật của Roy Nachum. Nó đã đóng cửa vào đầu năm 2020.
Revolution, một câu lạc bộ đêm trị giá 11 triệu đô la lấy chủ đề về ban nhạc The Beatles, đã được mở vào năm 2006, cùng với việc khu nghỉ mát mở màn biểu diễn Love by Cirque du Soleil lấy chủ đề về The Beatles. Đây là một liên doanh giữa Apple Corps và Cirque du Soleil, đánh dấu câu lạc bộ đêm đầu tiên ở Las Vegas của Cirque du Soleil. Câu lạc bộ rộng 7.000 feet vuông (650 mét vuông) có thể chứa tối đa 400 người. Lối vào được đánh dấu bằng những chữ cái viết hoa cao 10 feet đánh vần tên câu lạc bộ, với "EVOL" được viết ngược để tạo thành từ "LOVE". Câu lạc bộ đã đóng cửa vào năm 2015.
Khu nghỉ mát có một khu vực bể bơi topless được gọi là Bare Pool Lounge, được mở vào năm 2007. Nó cũng được điều hành bởi The Light Group. Khu vực này có nhạc DJ và rất phổ biến trong cư dân địa phương, cũng như những người nổi tiếng.

## Trong văn hóa đại chúng
Chương trình đặc biệt của CBS năm 1991 của Cher, Cher Extravaganza: Live at the Mirage, được quay trong các buổi dừng chân của Tour diễn Heart of Stone năm 1990 của nữ ca sĩ. Nhà hát của Mirage đã được sử dụng cho một cảnh trong bộ phim Pure Country năm 1992. Mirage được giới thiệu nổi bật ở phần cuối của City Slickers II: The Legend of Curly's Gold. Khu nghỉ dưỡng cũng được xuất hiện trong bộ phim Sgt. Bilko năm 1996. Wynn đã cho phép đóng cửa một phần Mirage để sản xuất bộ phim Vegas Vacation năm 1997, bộ phim này có sự góp mặt nổi bật của khu nghỉ dưỡng, bao gồm khu vực hồ bơi, và chương trình Siegfried & Roy.
Năm 2000, bộ phim truyền hình Nash Bridges đã quay tập cuối mùa thứ năm tại đây. Mirage cũng là một trong ba sòng bạc ở Las Vegas bị cướp trong bộ phim Ocean's Eleven năm 2001, và xuất hiện trong trò chơi điện tử Grand Theft Auto: San Andreas, , dưới cái tên "The Visage". Năm 2009, nhà hát Love đã được giới thiệu trong tập cuối của The Amazing Race 15. Nhiều khu vực khác nhau của khu nghỉ dưỡng, bao gồm biển báo ven đường, cũng được giới thiệu trong tập cuối của The Amazing Race 24, được phát sóng vào năm 2014.
Nhóm nhạc The Killers đã đặt tên cho album năm 2020 của họ, Imploding the Mirage, theo tên của khu nghỉ dưỡng này.